# غونتر شيفر
غونتر شيفر (بالألمانية: Günther Schäfer)‏ (9 يونيو 1962 في ألمانيا - ) هو مدرب كرة قدم ولاعب كرة قدم ألماني في مركز الدفاع. شارك مع منتخب ألمانيا تحت 21 سنة لكرة القدم ومنتخب ألمانيا الأولمبي لكرة القدم. أما مع النوادي، فقد لعب مع أرمينيا بيليفيلد ونادي شتوتغارت.

## وصلات خارجية
- غونتر شيفر على موقع قاعدة بيانات كرة القدم.إي يو (الإنجليزية)
- غونتر شيفر على موقع بيانات كرة القدم. دي إي (الألمانية)